# Бертила (Сполето)
Бертила (Bertila of Spoleto, * ок. 860, † преди декември 915) е съпруга на Беренгар I и кралица на Италия (888 – 889 и 905 – 915) и императрица на Свещената Римска империя (915).

## Биография
Дъщеря е на Супо II (835 – 885), от фамилията Супониди, граф на Парма, Асти и Торино. Нейният дядо по бащина линия е Аделчис I, херцог на Сполето, вторият син на Супо I.
Бертила се омъжва 880 г. за Беренгар I († 924, по майчина линия внук на Карл Велики) и става кралица на Италия. През 915 г. съпругът ѝ е коронован за император и Берта става императрица на Свещената Римска империя. Тя умира обаче през декември същата година.

## Деца
Бертила и Беренгар имат три деца:
- дъщеря, ∞ за племенник на епископ Лиутвард от Верчели
- Гизела (* 880/885; † 13 юни 910), ∞ преди 900 г. за Адалберт I († 923, маркграф на Иврея), и има син Беренгар II (крал на Италия 950 – 961)
- Берта († сл. 952), 915 г. абтеса на Сан Салваторе в Бреша